# Águia Branca
Águia Branca é um município brasileiro do estado do Espírito Santo. Sua população é de aproximadamente  9.631 habitantes, conforme estimativa do IBGE de 2020. Localiza-se no noroeste do estado, na região de Colatina, e possui cerca de 450 km².

## História
Historicamente data de 1925, a presença dos primeiros desbravadores, sendo pioneiro Antônio Francisco Coelho (Antonio Perigoso), morando em casas rústicas às margens do Rio São José, onde se localiza hoje o município de Águia Branca.[carece de fontes?]
Em 1928, o então governo do Estado do Espírito Santo, representado por Aristeu Borges de Aguiar, juntamente com Walery Korszarowski, celebraram um contrato de colonização Towarzystwo Kolonizacyjne com a Polônia. Este contrato previa a introdução de poloneses no norte do Espírito Santo.[carece de fontes?]
No ano 1929, famílias polonesas que desembarcaram no Brasil decidiram criar um novo vilarejo no Estado do Espírito Santo. Nascia naquele ano o Município de Águia Branca, cujo nome foi inspirado no símbolo da nação Polonesa que se estende desde a Idade Média.[carece de fontes?]
Sua economia é basicamente voltada para agricultura, com a produção de café, e extração de granitos.[carece de fontes?]